# George Vithoulkas
Georgios (Γεώργιος) Vithoulkas (Βυθούλκας) (Atenas, 1932) é professor e praticante de homeopatia. 
Desenvolveu seus estudos no assunto na África do Sul e recebeu um diploma em Homeopatia do Instituto Indiano de Homeopatia em 1966. Depois disso, retornou à Grécia onde começou a ensinar homeopatia para médicos onde mais tarde se tornou o Centro de Medicina Homeopática de Atenas.
Em 1972, na Grécia, fundou uma revista sobre o assunto, a Homeopathic Medicine.